# 防守 (板球)
板球运动的防守是指守备员在击球手将球击出后将其迅速捡回，从而限制击球手的得分（跑）数量，或者将球在空中接杀或追杀击球手，从而使击球手出局。守备员可以使用自己身体的各个部分来防守。但如果比赛进行，而他使用其它方式防守（如使用帽子），则比赛转为死球并向击球方增加5个罚分，除非此球击中的击球手并非试图击中或躲避该球。大部分涵盖守场员的规则收录于板球规则第41条。

防守位置

## 防守位置
由于一队共有11名球员，其中一名为投球员，另一名为守门员，在任何时候最多有9个其它防守位置可供选择使用。何处有队员站位，何处留下空位，是由防守一方队长制定的战术决定。队长可以在除过投球员向击球员投球之时以外的任何时间调整防守位置。
有名称的基本防守位置很多，一部分经常使用而另一部分则比较少见。防守位置并不是固定的，各守备员可以位于与基本位置略微不同的地方。大部分位置根据极坐标粗略划分命名——其中一词（leg、cover、midwicket）指相对于击球手的角度，或其它用词（backward、forward、square）更精确的角度描述，而在此之前的形容词则代表相对于击球手的距离（silly、short、deep或long）。
图中显示大部分有名称的防守位置。此图假定击球手为右打。与右打者的站位同一侧的区域称为“背面区”（leg side或on side），而对称的区域则为“正面区”（off side）。如果击球手为左打，背面区和正面区则互换，而且图中的防守位置也随之作镜像变换。
一些防守位置富有攻击性。即队员身处那些地方的主要目标是接杀击球员，而并非避免或延缓击球手得分。这些位置包括：slip（从守门员开始算起，first slip、second slip、third slip等等）、fly slip、gully、leg slip、leg gully、short和silly位置等。“Bat pad”是指以接杀无意击中球板和护腿板的球为目的的特殊位置，通常在背面区离击球手有一到两米。

### 特别位置
其它应该说明的位置包括：
- 守门员/捕手（wicket-keeper）：類似棒球捕手，站在龍門後，也多是隊中最矮小的球員。
- 后野（Long stop）：站在守门手之后，靠近边界界绳（通常由于该守门手不太可靠，所以几乎在职业板球中不出现）。
- 边界外野（deep cover）：也叫Sweeper、deep extra cover、deep midwicket，位于背面区或正面区靠近界绳的位置，主要防止对手一次得四分。另外，位于中前外野（deep midwicket）和背前外野（long on）之间的外野防守位置，则昵称为牛角（cow corner），因為要瞄準在那部分擊球比較難，所以不常會有防守球員集中在那裡。
- 投球手：投球手投球完毕后，需要避免跑进球道（pitch），通常会停在靠近mid on或mid off的位置进行防守，但可能有些靠近球道。

### 其它定义
- 深远位置（Deep）：离击球员很远
- 中距位置（Short）：靠近击球员
- 接近位置（Silly）：非常靠近击球员
- 直线位置（Square）：击球员线（popping crease）假想延长线上的某处
- 集中（Fine）：靠近平分球道中线假想线的延伸
- 分散（Wide）：远离平分球道中线假想线的延伸
- 前面（Forward）：直线位置之前，离投球员一端较近而离击球员较远
- 后面（Backward）：直线位置之后，离击球员一端较近而离投球员一端较远

## 防守位置限制
防守球员可以依据一下规则，分布于场地任何位置。在球投掷过程中：
- 任何防守球员不能站在或由身体的任何部分处于球道（即方球场，球场中央位于三柱门之间的长带）之上。如果守备员的影子投在球道上，击球员有权坚持守备员移开。
- 除较为常见的守门手之外，在背后内野（square leg）方向的四分之一个球场内，最多只允许有两名守备员进行防守。这项规则的原因和细节请参见（Bodyline）。
- 在某些单日赛中：
  - 在一局比赛的第一轮（取决于比赛长度，通常有8至20轮）中，以两个三柱门中央门柱为中心，30码为半径的半圆以及平行于球道的两条直线所形成的区域之外不能有超过两名防守球员。该区域被称为防守圈（fielding circle）。另外，在这些轮中，必须有两名防守队员（除守门手之外）位于“内野接杀”的位置。
  - 此局余下的比赛在防守圈之外则最多只可以有五名防守队员。

这些单日赛限制是用来防止防守一方设置极端防御型阵型从而集中注意力来限制击球一方得分，使得比赛变得枯燥乏味。
如果违反上述规则，裁判将判投球为废球。另外在球开始进行比赛之后和球到达击球员（striker）之前任何球员不能做出显著动作。如果出现这种情况，裁判可以判定并示意“死球”。对于内野防守球员相对于击球员的任何微小姿态或位置调整都可视为显著动作。在外野，防守队员可以向击球员或击球员的三柱门移动，实际上，他们经常这么做。但是，任何超出越线或离开击球员的轻微移动都会被视为显著动作。

## 防守阵型策略
在仅有9个守场员可供使用（除去投球手和守门手）的情况下，防守方队长必须决定在场地上何处派上守备员，何处留下空位。防守布阵是队长的主要战术策略之一。

### 攻击性和防御性
防守方队长的主要决定在于设置“攻击性”防守或是“防御性”防守。
攻击型防守是指防守队员所处位置有利于接球，从而有利于使击球手出局；这样的防守阵型通常有较多靠近击球员的守备员，特别是位于击球手身后的游击（slip）或背小内野（short leg）等位置。
防御型防守则是指防守队员均匀分布于绝大部分球场；使得击球手很难击出很高的分数。处于这种阵型的防守队员通常离击球手较远，而且位于他最可能击出球的正前方。
许多因素制约着对于防守阵型的决定，如：比赛的战术形势、哪位投球手在投球、击球手上场时间、球的磨损状况、球道情况、光线情况、甚至是离下一次比赛间隔的时间
以下几种情况基本上使用攻击性防守：
- 新击球手上场时：击球手在刚上场的时候比较容易做出错误的或轻率的击球，因此有利于防守队员对其接杀。
- 使用新球时：速球派使用新球时能够达到最大的尾劲和反弹，使得击球更加困难。
- 休息结束后：在需要过夜、用餐或甚至饮水而休息的比赛中断之后，击球手需要在比赛中重新进入状态。
- 面对优秀投球手投球时：一个队伍中的最佳投球手通常会取得最多的三柱门，因此可以在攻击性防守的支持下得到最佳效果。
- 球道有利于投球手时：潮湿的球道帮助快速投球手使球路变得不可预知，而干燥裂缝的球道可以帮助旋转投球手得到意想不到的旋转。这两种情况都可以导致站位较近击球员的攻击性阵型防守球员接杀。
- 击球一方承受压力时：如果击球一方表现不佳或士气低落，则应该改为攻击性防守阵型以施加压力。

而以下几种情况基本上使用防御性防守：
- 击球员进入状态后：在击球手上场了一段时间，已适应投球之后，便很难使其出局，此时最好的策略往往是开始防御性防守并迫使其得分率下降，从而使击球手的进攻受挫而出现鲁莽击球。
- 击球一方需要快速得分时：在击球一方需要获胜或取得先机而必须尽快得分的情况下，防御性防守会迫使其得分率下降，从而减小对方获胜或占先的可能。
- 击球一方得分迅速时：当击球手保持迅速得分的状态时，很难有机会使他出局，因此进行防御性防守降低得分率。
- 球道和球不利于投球手时：如果投出的球很难有线路变化，击球手每次都很舒服地将其击出，那么此时就不需要大量的内野防守队员。
- 投球手较弱时：如果相对较弱的投球手不得不投球时，最佳策略是防御性防守，以减少对方大量得分所造成的潜在危害。

### 正面区与背面区防守
设定防守阵型时另一项考虑是球道两侧各需多少名防守队员。有九名队员可供分配，则两侧分配必定不均，但不均程度有多种选择。
描述防守阵型的时候，正面区（off side）和背面区（leg side）的防守队员数量通常简化为正面区数在前的形式，如：“5-4防守”是指5名防守队员在正面区而4名在背面区。
正面区一般会有更多的防守队员。这是因为多数投球手倾向于将球投向门柱的正面一侧，所以大部分击球会进入正面区。
进攻型阵型中，可以有三到四个游击手（slip）和一到两个狙击手（gully），即可能在该区域布置六名防守队员。更典型的阵型为在正前野（mid off）、背前野（mid on）和背后外野（fine leg）各设一人，即7-2阵型；虽然背面区只有两名球员，但由于投球手基本上会将球投向门柱的另一侧，他们的任务相对较轻。
随着阵型逐渐趋于防御型，防守队员将离开游击（slip）和狙击（gully）位置去保护更大范围的球场，阵型则变为6-3和5-4。
如果投球手是内旋球（leg spin）投手，决定击球员背面区使其在身后被撞柱、被击杀，或导致在背面区的接杀的时候，防守阵型可能偏重背面区而成为4-5。五名防守球员出现在背面区的情形并不常见，这是因为禁止超过两名防守球员位于背后内野（square leg）之后的缘故。
另一种背面区的进攻型阵型为“背面区陷阱”，这是指防守队员位于靠近边界的正后外野（deep square）和背后外野（backward square leg），投球员投出快速弹跳球（bouncer）来诱使击球员将球大力击向空中。

## 防护装备
防守一方只有守门手可以戴手套和外部护腿，但某些守备员（如靠近击球区防守的）可以在衣服内穿戴护胫、护裆“盒子（box）”和护胸。除守门手之外，如要穿戴手部防护具必须取得裁判同意。
守备员可戴头盔和护面，如正面接近位置（silly point）或背面接近位置（silly mid-wicket）这些接近于击球员的位置，守备员很难对飞向头部的一击迅速做出躲避。由于此种不便，这种“戴头盔”防守的活通常指派给队中最年轻的队员。如果头盔只用在一方的数轮之中，不用头盔的时候则将它放在守门手身后。
如果球碰到未戴的头盔之上，则击球方可得5分，除非该球所投向的击球手并未试图击球或躲避此球。这条规则始于19世纪，用以防止防守方使用帽子接球的不公平行为。
由于板球用球相当坚硬，而且被击打之后速度很快，防护装备是防止受伤的必需之物。板球赛中曾发生过数次致死事件，但相当少见。

## 防守特点
许多板球手在某个防守位置较为擅长，比如：
- 游击（Slip）位置需要较快的反应和非常的精神集中。大多数顶尖游击手往往是较先出场的击球手。
- 速球投球手在他们投球的轮数之间，进行守备员工作，通常在正后外野（third man）、背后外野（fine leg）和深远背后外野（deep backward square）等进行防守。这些位置相对来说应防守任务较轻并有充足时间反应，使得他们在投球轮之间能够休息，而且他们还常具有远距离精确投掷球的能力。
- 身手灵活、启动速度快并且投掷球精准的球员通常在内野防守，如正后内野（point）、正前内野（cover）和背前内野（mid-wicket）等位置。

但是球员的选择并不是单单由于其防守技巧，所有球员都应在球队中胜任击球员或投球员（或者两者皆行）的角色。守门手通常也要符合此要求，他们通常是出场于中段顺序的击球员。